# Nildon Carlos Braga Veloso
Nildon Carlos Braga Veloso, conhecido por Nildo Birro-Doido (Maragojipe, 31 de março de 1943 — Salvador, 18 de outubro de 2008) foi um futebolista brasileiro que atuava como zagueiro.

## Carreira
Nascido em Maragogipe, mas criado em Ilhéus, Nildo Birro-Doido iniciou a carreira no Colo Colo. Jogou ainda por Fluminense de Feira e América de Rio Preto, mas o auge veio no Bahia, onde foi campeão estadual em 1967. Jogou no Tricolor de Aço até 1971, quando foi para o Galícia, onde se aposentou ainda jovem, aos 29 anos, em 1972.

## Títulos
Bahia
- Campeonato Baiano: 1967[3]

## Pós-aposentadoria
Já afastado do futebol, o ex-zagueiro trabalhou em supermercado, foi empregado numa fábrica de água mineral, corretor de imóveis e funcionário público.

## O jogador que impediu o milésimo gol de Pelé
Em 16 de novembro de 1969, Bahia e Santos enfrentaram-se na Fonte Nova, que recebia mais de 35 mil pagantes, e o jogo, apitado por Arnaldo Cezar Coelho, ainda em início de carreira, foi cercado de expectativas pelo milésimo gol da carreira de Pelé. No final da partida, o Rei do Futebol driblou Baiaco, Paes, Advaldo e o goleiro Jurandir, mandando a bola para as redes. Nildo evitou o feito histórico ao tirar a bola em cima da linha, ao contrário da fake news divulgada pelo filme "Pelé Eterno" a torcida do Bahia não vaiou o heroico zagueiro e sim aplaudiu sua jogada.

## Morte
Nildo morreu no dia 18 de outubro de 2008, vitimado por problemas cardíacos. Ele vivia sozinho na Ilha de Itaparica, e tinha 6 filhos. O corpo do ex-atleta foi sepultado no Cemitério Jardim da Saudade.